# 南圣河
南圣河，又称通什水、通什河，位于中国海南岛西部，是昌化江左岸支流。发源于保亭黎族苗族自治县北部的贤芳岭，向西流经五指山市南圣镇、通什镇（原冲山镇），至毛道乡转北流，于番阳镇万板村汇入昌化江。河长61.5公里，落差607米，比降5.03‰，流域面积660.1平方公里。